# 미션 임파서블 (영화)
《미션 임파서블》(영어: Mission: Impossible)은 1992년에 개봉한 톰 크루즈 주연, 브라이언 드 팔마 감독의 액션 스파이 영화다.

## 줄거리
키이우에서 임무를 마친 IMF 요원 짐 펠프스와 그의 최신 팀은 프라하로 파견되어 불량 요원 알렉산더 골리친이 유럽 내 모든 비밀 요원의 신원을 밝히는 중앙정보국의 NOC(비공식 잠입) 목록을 훔치는 것을 막는다. 그러나 목록은 도난당하고, 골리친을 포함한 팀원들이 하나씩 죽어 짐의 선봉 요원 에단 헌트만이 유일한 생존자로 남는다.
한 레스토랑에서 IMF 국장 유진 키트리치와의 브리핑 중, 에단은 임무 중에 또 다른 IMF 팀이 있었고, 작전이 불량 요원으로 위장한 골리친의 도움으로 IMF 내부에 있는 내부자를 유인하기 위한 함정이었음을 깨닫는다. 내부자는 "맥스"라는 이름의 무기상과 "잡 314"의 일부로 일하고 있다고 여겨진다. 키트리치가 자신을 내부자로 의심한다는 것을 깨달은 에단은 껌으로 위장한 가소성 폭약을 사용하여 탈출한다.
프라하의 안전 가옥으로 돌아온 에단은 "잡 314"가 사실 욥기|3:14|KJV를 의미하며, "잡"이 내부자의 코드명임을 깨닫는다. 임무 중 죽음을 위장했던 짐의 아내 클레어가 도착하여, 짐이 죽기 전에 그들이 위험에 처했다고 경고하여 자신이 탈출할 수 있었다고 설명한다. 에단은 맥스와 만나 그녀의 NOC 목록이 가짜이고 추적 장치가 장착되어 있음을 경고한다. 맥스의 초기 회의론에도 불구하고, 그들은 키트리치 팀의 급습에서 탈출한다. 에단은 1,000만 달러와 잡의 진짜 신원을 대가로 실제 NOC 목록을 얻을 수 있다고 맥스를 설득한다.
에단과 클레어는 IMF에서 추방된 두 요원, 고레벨 해커 루터 스티켈과 조종사 출신 배신자 프란츠 크리거를 모집한다. 그들은 랭글리에 있는 CIA 본부에 침투하여 정교한 강탈로 진짜 목록을 훔치고 런던으로 탈출한다. 크리거는 목록이 담긴 자기광학 디스크를 가져가지만, 에단은 그에게서 그것을 빼앗아 루터에게 안전하게 보관시킨다. 키트리치는 에단의 어머니와 삼촌을 거짓으로 체포하여 에단을 유인한다. 체포 소식을 들은 에단은 공중전화로 키트리치에게 연락하여 IMF가 의도적으로 통화를 추적하게 한다. 짐은 예상치 못하게 다시 나타나 총격에서 살아남았다고 말하며, 키트리치가 내부자라고 에단에게 말한다. 그러나 에단은 프라하에서 사용한 성경이 이전 임무에서 짐이 주둔했던 시카고의 드레이크 호텔에서 가져온 것임을 발견하고 짐이 내부자임을 이미 깨달았다. 에단은 짐을 믿는 척하며 파리로 가는 TGV 열차에서 맥스와 목록을 교환하기로 약속하고, 은밀히 키트리치를 회의에 초대한다.
열차에서 에단은 맥스를 목록으로 안내하고, 맥스는 에단을 돈과 잡이 있는 수하물 칸으로 보낸다. 한편, 루터는 맥스가 목록을 서버에 업로드하는 것을 방해한다. 클레어는 짐에게서 자신의 돈을 받기 위해 칸으로 가지만, 그가 변장한 에단임을 깨닫는다. 진짜 짐이 도착하여 총을 들고 돈을 빼앗으려 하자, 에단은 대치 상황의 실시간 영상을 키트리치에게 보내 짐이 내부자임을 폭로한다. 클레어는 남편을 설득하려 하지만, 짐은 그녀를 죽이고 에단을 제압한다. 짐은 열차 지붕으로 올라가 헬리콥터에 로프를 사용하여 크리거와 함께 도주하려 하지만, 에단이 로프를 열차에 걸어 헬리콥터를 채널 터널로 밀어 넣는다. 에단은 또 다른 폭약 조각을 사용하여 헬리콥터를 파괴하고 짐과 크리거를 죽인다. 키트리치는 맥스를 구금하고 루터에게서 NOC 목록을 회수한다. 그와 루터는 IMF에 복직되지만, 에단은 팀으로 돌아갈지 확신하지 못한다. 집으로 가는 비행기에서 승무원이 그에게 다가와 은밀히 팀 리더로서 새로운 임무를 맡을 기회를 제안한다.

## 홈 미디어
1996년 11월 12일에 파라마운트 홈 비디오에 의해 VHS로 출시되었다. 이 영화는 2006년 4월 11일 DVD로 출시되었으며, 블루레이 릴리스는 2008년 6월 3일에 이루어졌고 4K UHD 블루레이 버전은 2018년 6월 26일 출시되어 개선된 영상 및 소리를 제공한다.

## 출연
- 톰 크루즈 - 이던 헌트
- 존 보이트 - 짐 펠프스
- 에마뉘엘 베아르 - 클레어 펠프스
- 빙 레임스 - 루서 스티켈
- 버네사 레드그레이브 - 맥스
- 헨리 처니 - 유진 키트리지
- 장 르노 - 프란츠 크리거
- 크리스틴 스콧 토머스 - 세라 데이비스
- 에밀리오 에스테베스 - 잭 하먼
- 잉게보르가 답쿠나이테 - 해나 윌리엄스
- 카렐 도브리 - 마티아스
- 마르셀 루레스 - 알렉산드르 골리친
- 롤프 색슨 - 윌리엄 던로 요원
- 데일 다이 - 프랭크 반스

## 한국판 성우진

### MBC (2000년 2월 6일)
- 김영선 - 이단 헌트(톰 크루즈)
- 유강진 - 짐 펠프스(존 보이트)
- 송도영 - 클레어 펠프스(에마뉘엘 베아르)
- 권혁수 - 키트리지(헨리 처니)
- 김기현 - 루터(빙 레임스)
- 한규희 - 프란츠(장 르노)
- 한영숙 - 맥스(버네사 레드그레이브)
- 박지훈 - 잭(에밀리오 에스테베즈)
- 엄현정 - 새라(크리스틴 스콧 토머스)
- 김현직 - 프랭크(데일 다이)
- 변종필 - CIA 직원(롤프 색슨)
- 김서영 - 항공 승무원(애나벨 물리온)
- 송준석 - 맥스의 부하(카렐 도브리)
- 김용준 - CIA 경비원(랜달 폴)
- 이상범 - IMF 요원(마레크 바슈트)
- 이자옥 - 해나(잉게보르가 답쿠나이테)

### SBS (2003년 2월 2일)
- 안지환 - 이단 헌트(톰 크루즈)
- 김태연 - 짐 펠프스(존 보이트)
- 손정아 - 클레어 펠프스(에마뉘엘 베아르)
- 남궁윤 - 키트리지(헨리 처니)
- 김기현 - 루터(장 르노)
- 이병식 - 루터(빙 레임스)
- 유명숙 - 새라(크리스틴 스콧 토머스)
- 이선영 - 맥스(버네사 레드그레이브)
- 김규식 - 프랭크(데일 다이)
- 이재정 - 해나(잉게보르가 답쿠나이테)
- 김익태
- 강구한
- 김태웅
- 김수중